# عثة رأس الرجاء الصالح الجعداء
عثة رأس الرجاء الصالح الجعداء (بالإنجليزية: Cape lappet moth) (الاسم العلمي: Eutricha capensis)، هيَ عثة ضمن فصيلة يرقات الخيام، وتتواجد أساسًا في جنوب أفريقيا. تتغذى هذه العثة خلال مرحلة اليرقة على مجموعةٍ واسعة من النباتات الأفريقية، حيثُ يُمكن في كثيرٍ من الأحيان العثور عليها مجتمعةً في الحدائق. أساريع عثة رأس الرجاء الصالح الجعداء تكون ذات ألوانٍ زاهية وشعرٍ بارز، في حين أنَّ العث الكبير غالبًا ما يكون بنيًا وأقل بروزًا في المظهر.

## التوزيع والموطن
هناك توافق قليل في المصادر فيما يتعلق بنطاق تواجد عثة رأس الرجاء الصالح الجعداء في جنوب أفريقيا، في حين أن جميع المصادر تتفق أنَّ مطونها الجُغرافي الأساسي هو جنوب أفريقيا، إلا أن مصادر متنوعة تُشير أيضًا إلى مالاوي وموزامبيق وتنزانيا. أساريع هذه العثة شائعة جدًا في الحدائق المحلية وفي المناطق النائية والبرية؛ وذلك كونها قادرة على التغذي على مجموعةٍ واسعة من النباتات.

## الشكل

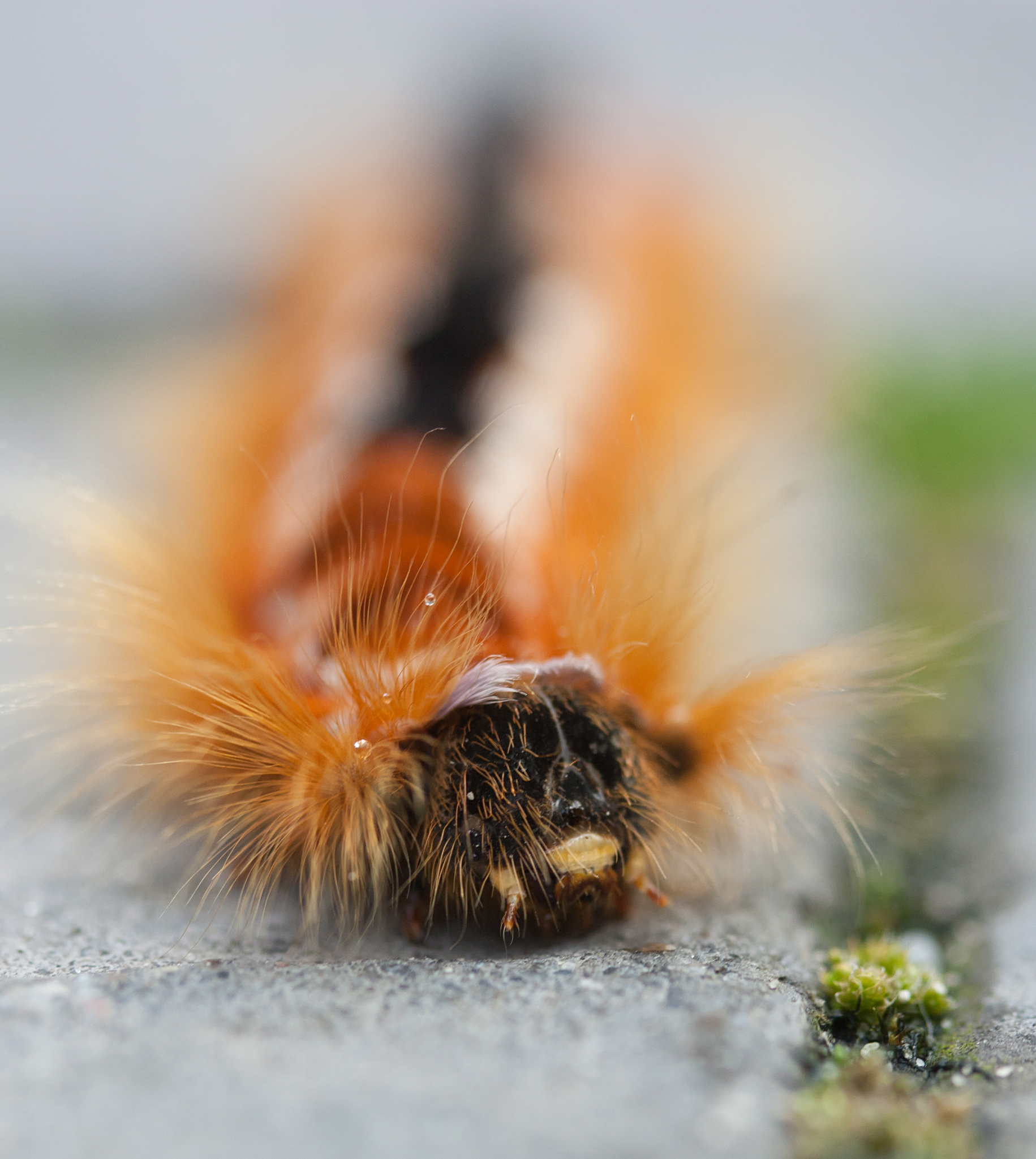
رأس عثة رأس الرجاء الصالح الجعداء

العث الكَبير يكون ضخم وممتلئ، ومتوسط طول جناحيها حوالي 70 ملم (2.8 إنش)، تكون الأجنحة الخلفية والأمامية بُنية مُحمرة، وتكون الأجنحة الأأمامية مُرقطة باللون الأصفر وتحمل ثلاثة خُطوط بيضاء مُتموجة. عادةً ما تكون الإناث شاحبةً في اللون وأكبر من الذكور. يتفقر العث الكبير إلى أجزاء الفم، وبالتالي لا تستطيع التغذية. قرون استشعار الإناث تكون مُسننة بعُمق وعلى طول القفص الصدري.
تحتوي اليرقات على شعرٍ بارز مع صفوفٍ من خُصلاتٍ برتقالية من الشعر الطويل على جانبي الجسم، وتتواجد على الرأس 3 خُصلات نُحاسية كبيرة وخُصلتين أرجوانية صغيرة، وعلى طول الجانب الظهري من اليُسروع يُوجد صف من المثلثات السوداء يحيط بها لون أبيض.

## السلوك ودورة الحياة

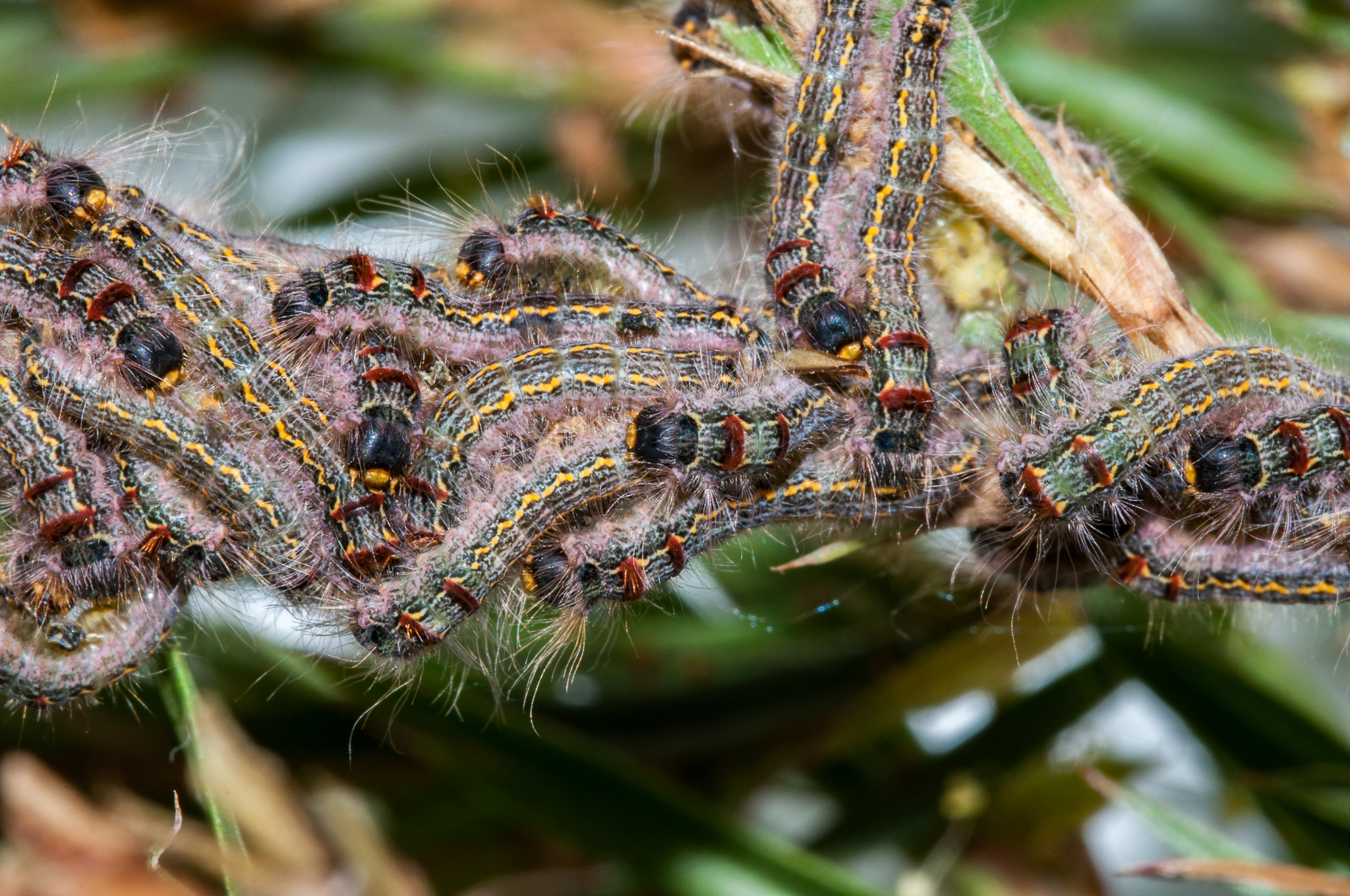
صورة لرأس لابيت

سلوك اليرقات قَطيعي، أي تتجمع الأساريع في أعدادٍ مع بعضها البعض، وسبب هذا السلوك ليس مفهومًا جيدًا، مع وجود العديد من النظريات المُقترحة حول الموضوع. بالنسبة لعثة رأس الرجاء الصالح الجعداء فإنهُ يبدو أن سلوك التجمُع ليس مفيدًا لأساريع من ناحية المياه أو الحفاظ على الطاقة، وذلك وفقًا لدراسة أجريت عام 2013.
تتغذى اليرقات على: سنط كارو، بوهينيا، ميس أفريقي، سرو كبير الثمار، قمبريط لين، مانجو شائع، صنوبر شعاعي، صنوبر إليوتي، حور، مشمش، دراق، فلفل بيروفي، فلفل برازيلي، تاكسوديم.
يبدأ ظهور العثات البالغة في أوائل الصيف، وإذا أُزعجت تكون غير عدوانية.

## التصنيف
يُعتبر كارولوس لينيوس أول من وصف عثة رأس الرجاء الصالح الجعداء في عام 1767، حيثُ وصفها في المجلد الأول من كتابه.